# Careproctus marginatus
Careproctus marginatus és una espècie de peix pertanyent a la família dels lipàrids.

## Descripció
- La femella fa 23,5 cm de llargària màxima.[5]

## Hàbitat
És un peix marí i batipelàgic que viu entre 338 i 950 m de fondària.

## Distribució geogràfica
Es troba al mar d'Okhotsk i la costa pacífica de Hokkaido (el Japó).

## Observacions
És inofensiu per als humans.